# BRICS

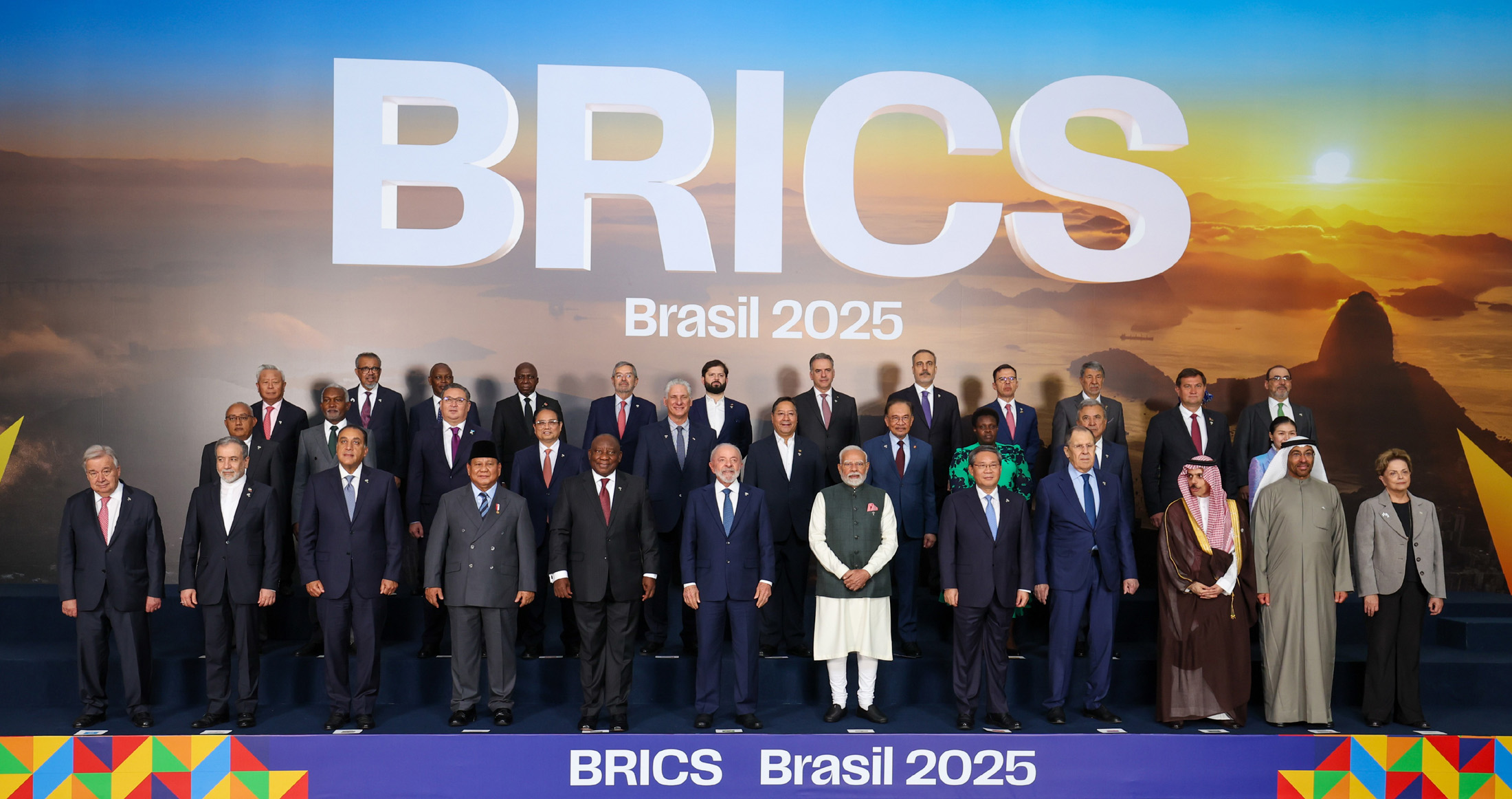
Przedstawiciele państw BRICS wraz z partnerami i zaproszonymi gośćmi na 17. szczycie BRICS w Rio de Janeiro, 7 lipca 2025

BRICS (ang. Brazil, Russia, India, China, South Africa) – organizacja międzyrządowa składająca się z dziesięciu krajów: Brazylii, Rosji, Indii, Chin, Republiki Południowej Afryki, Egiptu, Etiopii, Indonezji, Iranu i Zjednoczonych Emiratów Arabskich.
Akronim BRICS+ jest nieformalnym skrótem od 2024 po dołączeniu do porozumienia nowych członków.

## Historia
Określenie „BRIC” zostało po raz pierwszy użyte przez Jima O'Neilla w publikacji „Building Better Economic BRICs” opublikowanej w listopadzie 2001, a następnie rozpowszechnione w 2003, dzięki ogłoszonej przez Goldman Sachs prognozie, z której wynikało, że do połowy XXI wieku państwa te będą potęgami światowymi.
Po raz pierwszy jako BRIC państwa te spotkały się na szczeblu ministerstw spraw zagranicznych podczas Zgromadzenia Ogólnego Narodów Zjednoczonych w Nowym Jorku w 2006. Rok później miało miejsce kolejne spotkanie, również z okazji Zgromadzenia Ogólnego ONZ. Pierwszy szczyt dyplomatyczny państw BRIC został zorganizowany w Jekaterynburgu 16 czerwca 2009 roku.
13 kwietnia 2011 do BRIC dołączyła Republika Południowej Afryki.
24 sierpnia 2023 na szczycie w RPA ogłoszono rozszerzenie grupy 1 stycznia 2024 o Argentynę, Egipt, Etiopię, Arabię Saudyjską, Iran i Zjednoczone Emiraty Arabskie. Ostatecznie Argentyna, decyzją prezydenta Javiera Milei odmówiła dołączenia 29 grudnia 2023. 1 stycznia 2024 do BRICS dołączyły Egipt, Etiopia, Iran i Zjednoczone Emiraty Arabskie. 6 stycznia 2025 r. do BRICS dołączyła Indonezja.
Arabia Saudyjska nie dołączyła do BRICS na początku 2024 roku, jak planowano. Jednakże ogłoszono w połowie stycznia, że nadal rozważają możliwość przystąpienia do tego ugrupowania.

## Charakterystyka grupy
BRICS składa się z niejednorodnej grupy ekonomicznej o charakterystycznych cechach ekonomicznych – Rosja jest gospodarką opartą w dużej mierze na surowcach, Chiny są gospodarką opartą na eksporcie (potocznie nazywane "fabryką świata"), Indie to krajowa gospodarka konsumencka, Brazylia ma bardzo rozwiniętą strukturę gospodarczą, a Republika Południowej Afryki jest najszybciej rozwijającym się regionem Afryki. Kraje BRICS nie tworzą sojuszu politycznego (jak np. Unia Europejska) ani formalnego stowarzyszenia handlu. Cele krajów zrzeszonych to:
1. Stworzenie nowego systemu walutowego.
2. Zwiększenie roli państw rozwijających się w światowych instytucjach walutowych.
3. Zreformowanie ONZ.

## Spotkania
Spotkania państw w ramach forum BRICS:

Udział PKB (parytet siły nabywczej) krajów G7 i BRICS w gospodarce światowej

| Lp. | Data                                  | Kraj              | Miasto         | Przywódca                 |
| --- | ------------------------------------- | ----------------- | -------------- | ------------------------- |
| 1   | 16 czerwca 2009                       | Rosja             | Jekaterynburg  | Dmitrij Miedwiediew       |
| 2   | 16 kwietnia 2010                      | Brazylia          | Brasília       | Luiz Inácio Lula da Silva |
| 3   | 14 kwietnia 2011                      | Chiny             | Sanya          | Hu Jintao                 |
| 4   | 29 marca 2012                         | Indie             | Nowe Delhi     | Manmohan Singh            |
| 5   | 26–27 marca 2013                      | Południowa Afryka | Durban         | Jacob Zuma                |
| 6   | 14–16 lipca 2014                      | Brazylia          | Fortaleza      | Dilma Rousseff            |
| 7   | 8–9 lutego 2015                       | Rosja             | Ufa            | Władimir Putin            |
| 8   | 15–16 października 2016               | Indie             | Benaulim, Goa  | Narendra Modi             |
| 9   | 3–5 września 2017                     | Chiny             | Xiamen         | Xi Jinping                |
| 10  | 25–27 lipca 2018                      | Południowa Afryka | Johannesburg   | Cyril Ramaphosa           |
| 11  | 13–14 listopada 2019                  | Brazylia          | Brasília       | Jair Bolsonaro            |
| 12  | 17 listopada 2020 (konferencja wideo) | Rosja             | Petersburg     | Władimir Putin            |
| 13  | 9 września 2021 (konferencja wideo)   | Indie             | Nowe Delhi     | Narendra Modi             |
| 14  | 23 czerwca 2022 (konferencja wideo)   | Chiny             | Pekin          | Xi Jinping                |
| 15  | 22–24 sierpnia 2023                   | Południowa Afryka | Johannesburg   | Cyril Ramaphosa           |
| 16  | 22–24 października 2024               | Rosja             | Kazań          | Władimir Putin            |
| 17  | 6–7 lipca 2025                        | Brazylia          | Rio de Janeiro | Luiz Inácio Lula da Silva |
| 18  | 2026                                  | Indie             | TBD            | Narendra Modi             |

## Architektura finansowa
W grupie dominują Chiny, które mają największy udział w PKB grupy, stanowiąc około 70% całkowitej organizacji.
Architektura finansowa BRICS składa się z Nowego Banku Rozwoju (NDB) i Funduszu Rezerw Walutowych (CRA). Instytucje te zostały podpisane w traktacie w 2014 r. i stały się aktywne w 2015 r.